# Scottish Premier League (2001/2002)
Scottish Premier League (2001/02) – 106. sezon rozgrywek o Mistrzostwo Szkocji i czwarty pod nazwą – Scottish Premier League. Sezon rozpoczął się 28 lipca 2001, a zakończył – 12 maja 2002 r.

## Podsumowanie
Rozgrywki zakończyły się sukcesem obrońców tytułu sprzed roku, Celticu, którzy zwyciężyli w lidze z przewagą 18 punktów nad Rangers. Sezon ten był rekordowy pod względem zdobytych punktów przez jedną drużynę w SPL. The Bhoys zwyciężyli w 33 meczach, odnosząc tylko 1 porażkę.
Celtic, jako mistrz uzyskał kwalifikację do Ligi Mistrzów. Drużyny z miejsc 2–4 zakwalifikowały się do Pucharu UEFA, jednakże Aberdeen uczynił to dzięki temu, że obydwaj finaliści Pucharu Szkocji – Rangers i Celtic mieli zapewniony start w europejskich pucharach.
Ostatnie miejsce oznaczające spadek do Scottish First Division zanotowali piłkarze St. Johnstone. Ich miejsce w nowym sezonie zajął zespół Partick Thistle.

## Awanse i spadki po sezonie 2000/01
Awans z First Division do Premier League
- Livingston

Spadek z Premier League do First Division
- St. Mirren

## Tabela
| Poz. | Drużyna              | M  | Z  | R  | P  | G+ | G- | G+- | Pkt. | Kwalifikacje/spadki                                     |
| ---- | -------------------- | -- | -- | -- | -- | -- | -- | --- | ---- | ------------------------------------------------------- |
| 1    | Celtic F.C.          | 38 | 33 | 4  | 1  | 94 | 18 | +76 | 103  | Liga Mistrzów UEFA 2002/03 Trzecia runda kwalifikacyjna |
| 2    | Rangers              | 38 | 25 | 10 | 3  | 82 | 27 | +55 | 85   | Puchar UEFA 2002/03 Pierwsza runda                      |
| 3    | Livingston           | 38 | 16 | 10 | 12 | 50 | 47 | +3  | 58   | Puchar UEFA 2002/03 Runda kwalifikacyjna                |
| 4    | Aberdeen             | 38 | 16 | 7  | 15 | 51 | 49 | +2  | 55   | Puchar UEFA 2002/03 Runda kwalifikacyjna                |
| 5    | Heart of Midlothian  | 38 | 14 | 6  | 18 | 52 | 57 | −5  | 48   |                                                         |
| 6    | Dunfermline Athletic | 38 | 12 | 9  | 17 | 41 | 64 | −23 | 45   |                                                         |
| 7    | Kilmarnock           | 38 | 13 | 10 | 15 | 44 | 54 | −10 | 49   |                                                         |
| 8    | Dundee United        | 38 | 12 | 10 | 16 | 38 | 59 | −21 | 46   |                                                         |
| 9    | Dundee F.C.          | 38 | 12 | 8  | 18 | 41 | 55 | −14 | 44   |                                                         |
| 10   | Hibernian            | 38 | 10 | 11 | 17 | 51 | 56 | −5  | 41   |                                                         |
| 11   | Motherwell           | 38 | 11 | 7  | 20 | 49 | 69 | −20 | 40   |                                                         |
| 12   | St. Johnstone        | 38 | 5  | 6  | 27 | 24 | 62 | −38 | 21   | Spadek do First Division 2002/03                        |

## Najlepsi strzelcy
| Pozycja | Zawodnik        | Klub                | Bramki |
| ------- | --------------- | ------------------- | ------ |
| 1       | Henrik Larsson  | Celtic F.C.         | 29     |
| 2       | John Hartson    | Celtic F.C.         | 19     |
| 3       | Tore André Flo  | Rangers             | 18     |
| 4       | Robbie Winters  | Aberdeen            | 13     |
| 5       | Juan Sara       | Dundee F.C.         | 11     |
| 5       | Shota Arveladze | Rangers             | 11     |
| 6       | Stuart Elliott  | Motherwell          | 10     |
| 6       | James McFadden  | Motherwell          | 10     |
| 8       | Garry O’Connor  | Hibernian           | 9      |
| 8       | Kevin McKenna   | Heart of Midlothian | 9      |
| 9       | Darren Mackie   | Aberdeen            | 8      |
| 9       | Hicham Zerouali | Aberdeen            | 8      |

## Widzowie na trubynach
Średnia liczba widzów na meczach SPL w sezonie 2001/02 jest przedstawiona poniżej:
| Drużyna              | Średnia |
| -------------------- | ------- |
| Celtic F.C.          | 58,511  |
| Rangers              | 47,879  |
| Aberdeen             | 14,035  |
| Heart of Midlothian  | 12,080  |
| Hibernian            | 11,587  |
| Dundee United        | 8,007   |
| Dundee F.C.          | 7,958   |
| Kilmarnock           | 7,621   |
| Livingston           | 7,477   |
| Dunfermline Athletic | 6,363   |
| Motherwell           | 5,878   |
| St. Johnstone        | 4,580   |

## Nagrody
| Miesiąc     | Menedżer                                | Zawodnik                             | Młody zawodnik                  |
| ----------- | --------------------------------------- | ------------------------------------ | ------------------------------- |
| Sierpień    | Martin O’Neill (Celtic F.C.)            | Marvin Andrews (Livingston)          | Stephen Hughes (Rangers)        |
| Wrzesień    | Jim Leishman (Livingston)               | Stilian Petrov (Celtic F.C.)         | Peter MacDonald (St. Johnstone) |
| Październik | Dick Advocaat (Rangers)                 | Gavin Rae (Dundee F.C.)              | Ian Murray (Hibernian)          |
| Listopad    | Jim Leishman (Livingston)               | Robert Douglas (Celtic F.C.)         | Kevin McNaughton (Aberdeen)     |
| Grudzień    | Craig Levein (Heart of Midlothian)      | Ricardo Fuller (Heart of Midlothian) | Stevie Murray (Kilmarnock)      |
| Styczeń     | Alex Smith (Dundee United)              | Lorenzo Amoruso (Rangers)            | James McFadden (Motherwell)     |
| Luty        | Alex McLeish (Rangers)                  | Barry Ferguson (Rangers)             | Kevin McNaughto (Aberdeen)      |
| Marzec      | Jimmy Calderwood (Dunfermline Athletic) | Garry O’Connor (Hibernian)           | Stephen Crainey (Celtic F.C.)   |
| Kwiecień    | Martin O’Neill (Celtic F.C.)            | John Hartson (Celtic F.C.)           | Stuart Duff (Dundee United)     |